# Галапагосская чайка
Галапагосская чайка (лат. Creagrus furcatus) — вид птиц из семейства чайковых (Laridae), единственный в роде галапагосских чаек (Creagrus). Является эндемиком Галапагосских островов, одна из 19 видов морских птиц архипелага, из которых пять являются эндемиками.

## Описание
Галапагосская чайка имеет величину около 50 см. Её окраска серая с разными оттенками. Голова и хвост немного темнее, живот и кончик клюва — белые, а перепончатые ноги — красные. У неё красный круг вокруг глаз, из-за которого глаза кажутся крупнее. Численность галапагосской чайки на Галапагосских островах оценивается в 30 тысяч особей. Этот вид охотится в ночное время в открытом море, а день проводит в своём гнезде на побережье. Галапагосская чайка гнездится на протяжении всего года, откладывая за раз по одному яйцу.

## Галерея

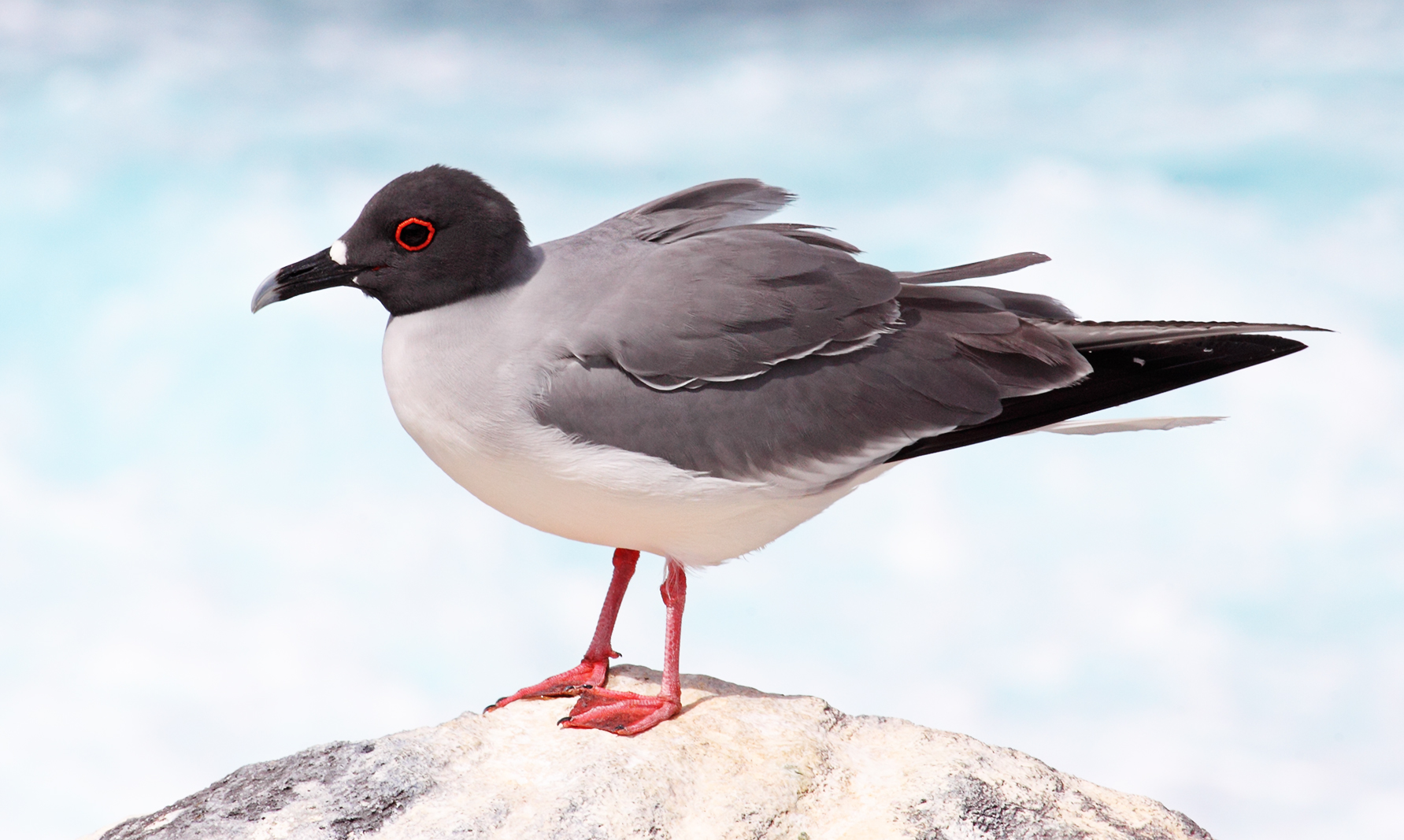
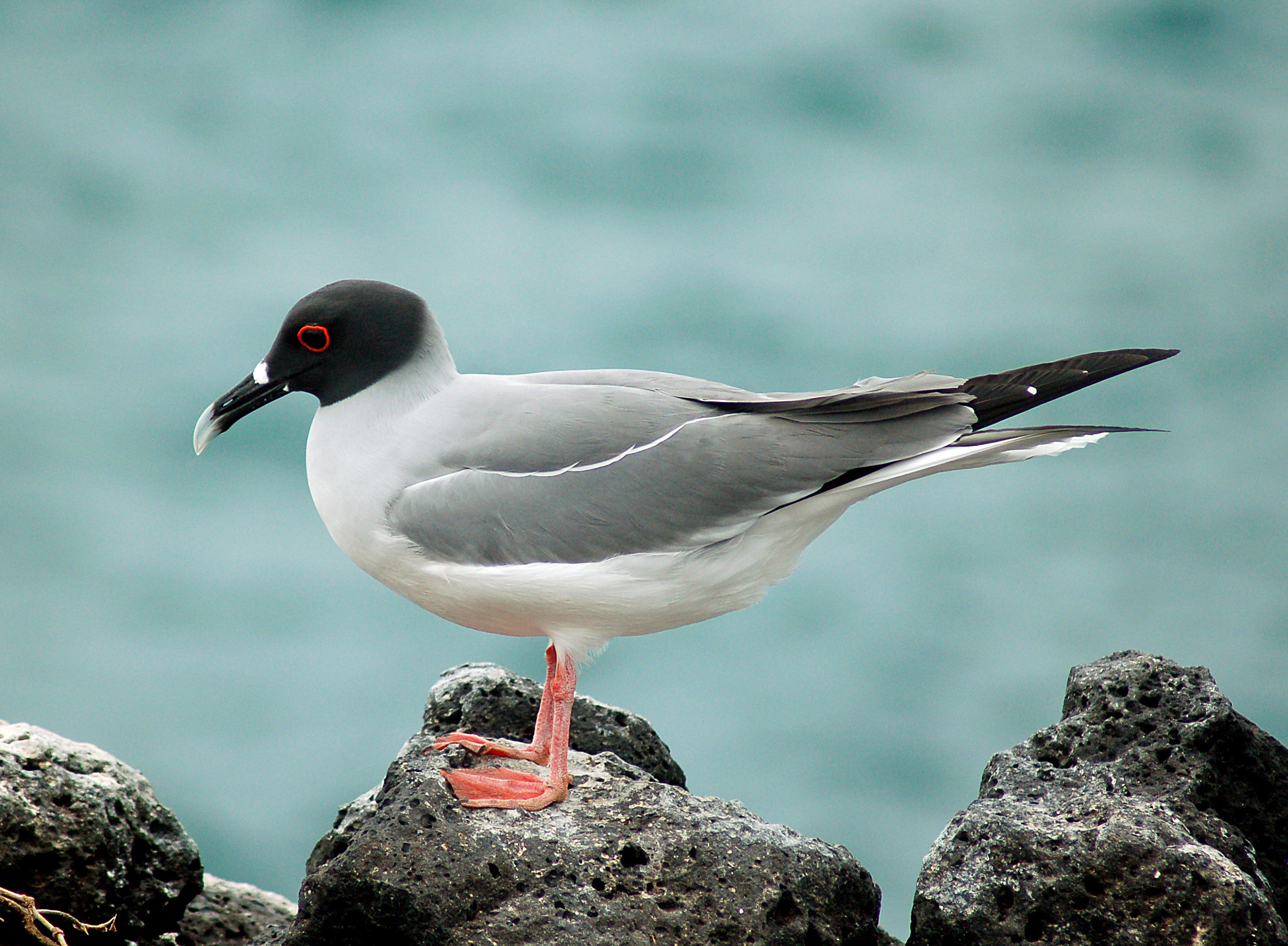
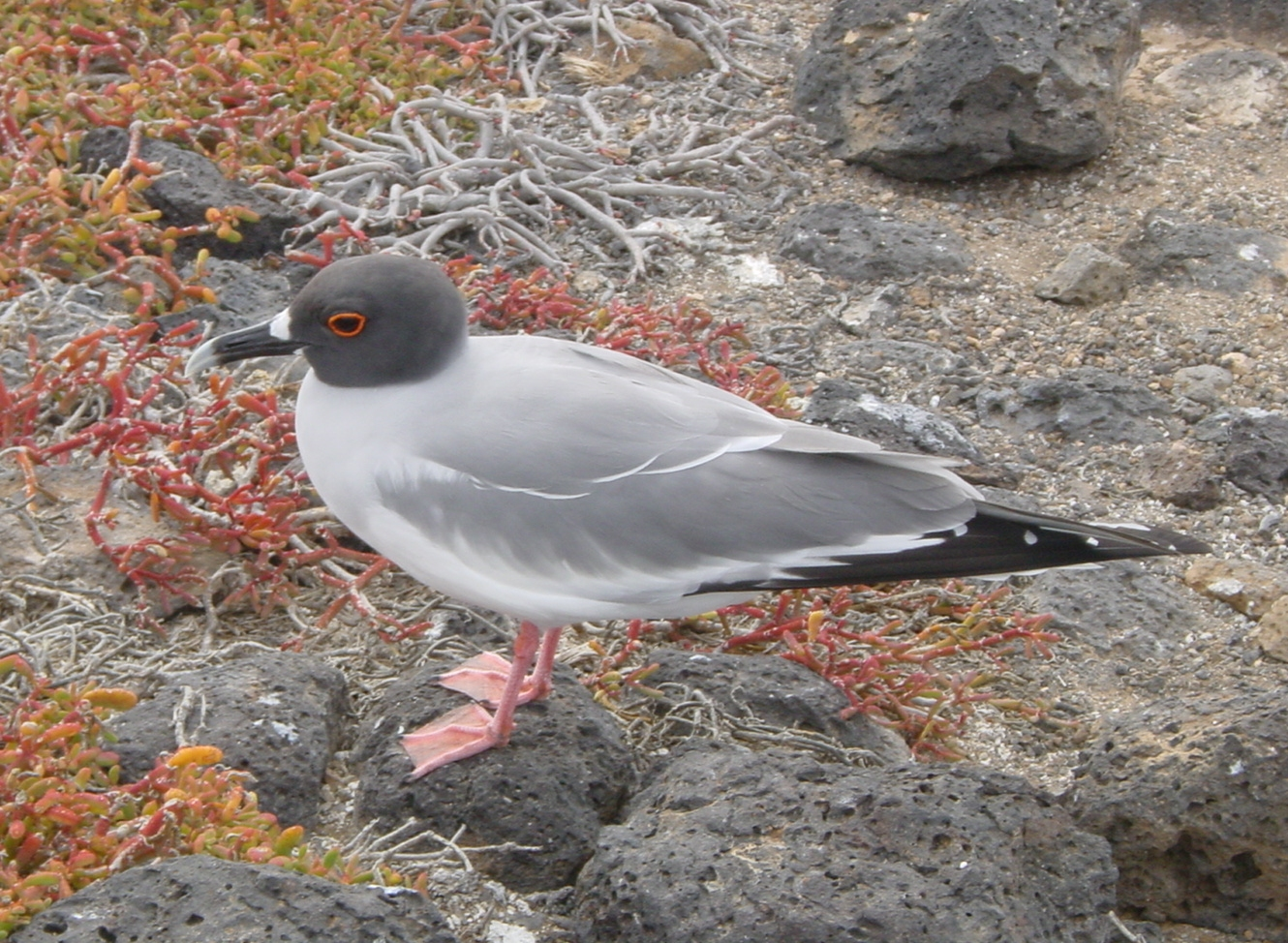
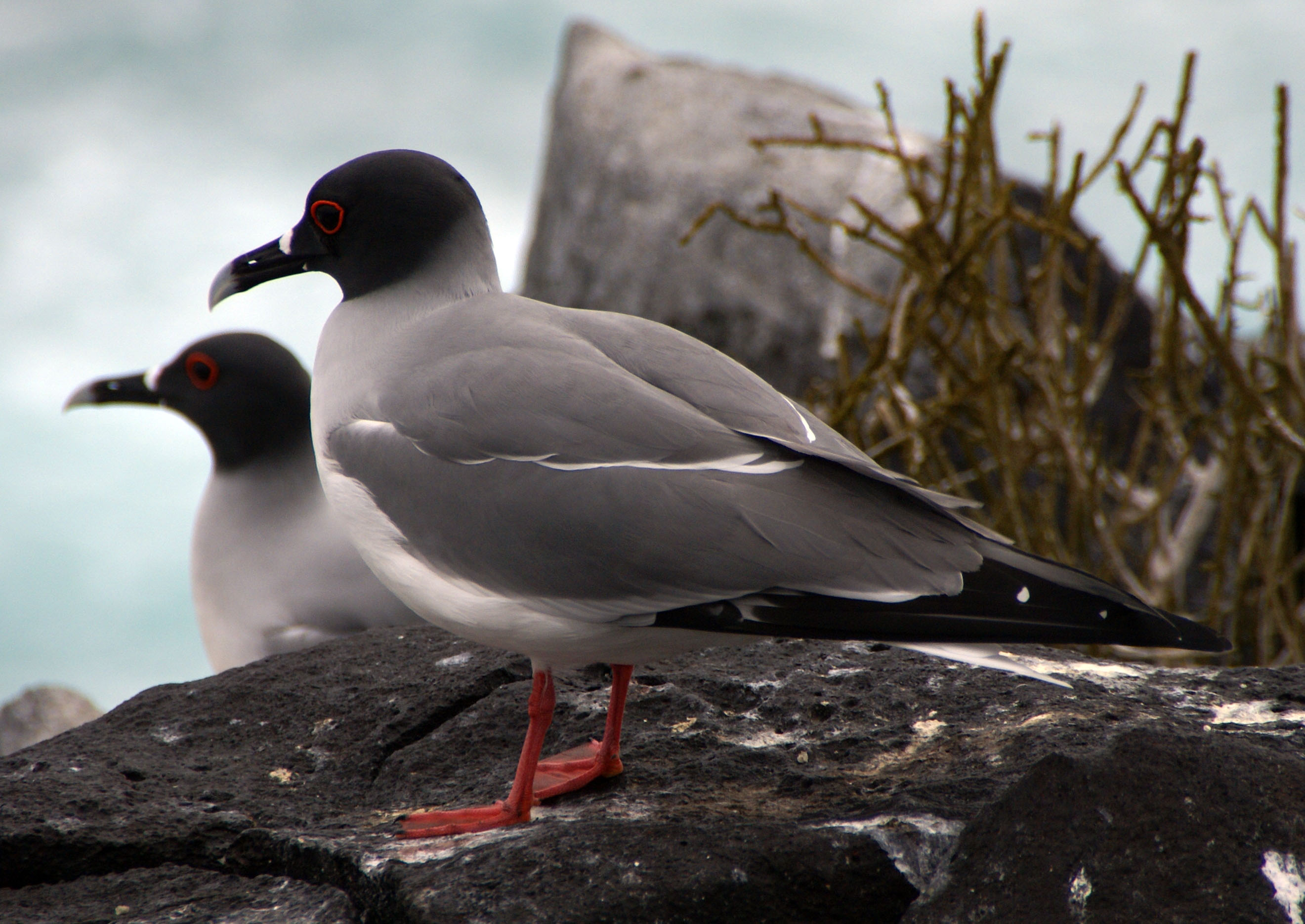
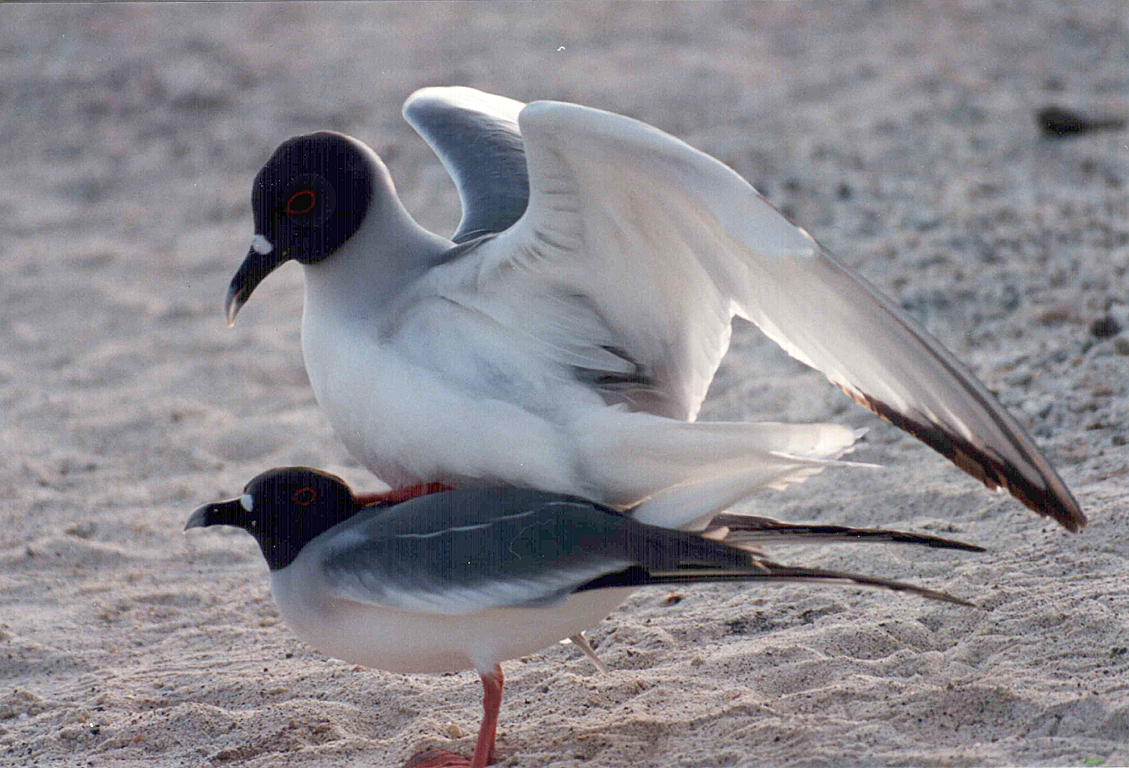
Спаривание